# Oryctes chevrolati
Oryctes chevrolati är en skalbaggsart som beskrevs av Guérin-Méneville 1844. Oryctes chevrolati ingår i släktet Oryctes och familjen Dynastidae. Inga underarter finns listade i Catalogue of Life.